# Jean-Baptiste Coget
Pour les articles homonymes, voir Coget.
Jean-Baptiste Coget, né le 19 juin 1829 à Phalempin (Nord) et décédé le 18 août 1913 dans la même ville, est un homme politique français.

## Biographie
Distillateur, il reprend l'entreprise familiale. Conseiller municipal de Phalempin en 1855, il est maire de 1870 à 1913 et député de la 5e circonscription de Lille de 1893 à 1898, siégeant sur les bancs républicains, au centre gauche.